# Torda-anã

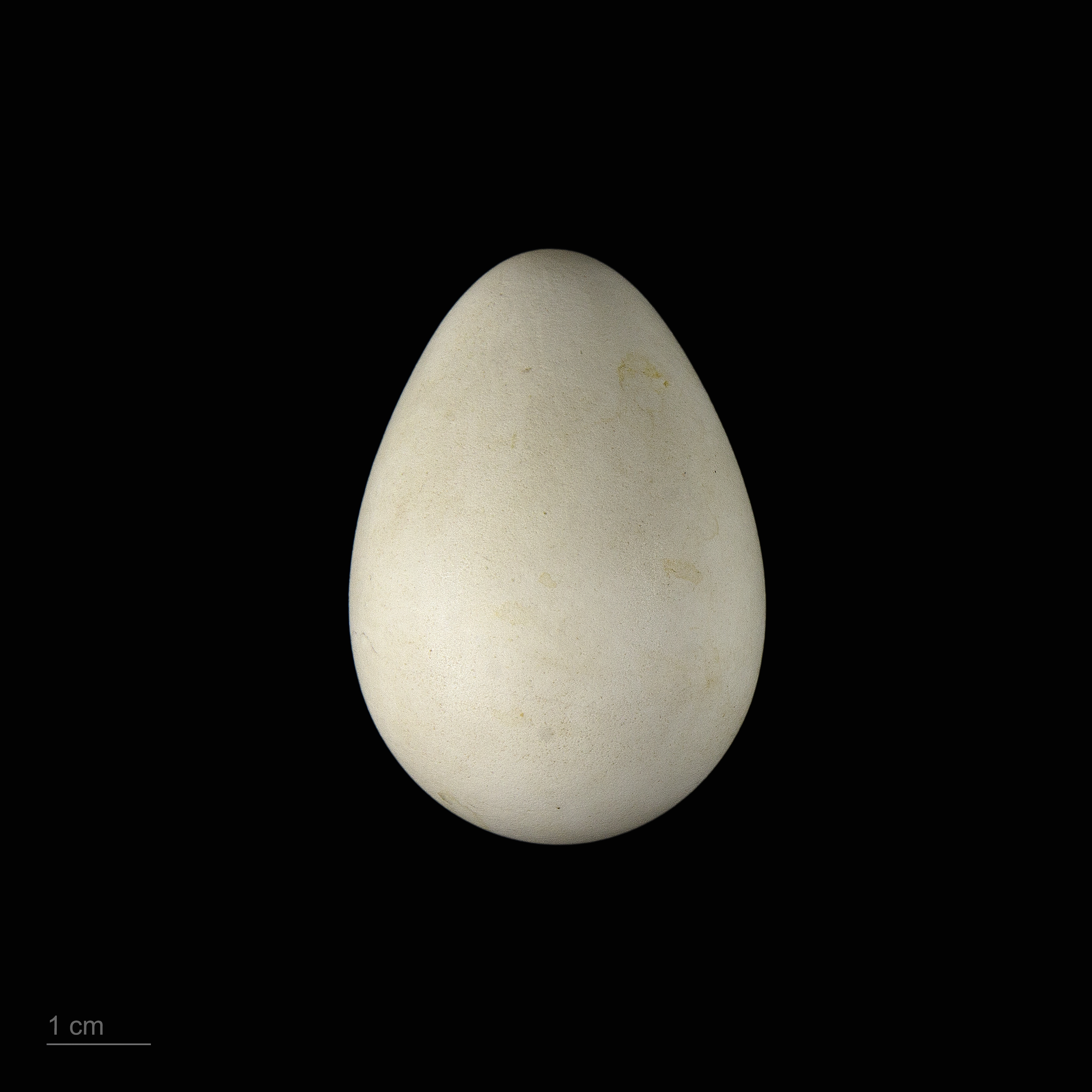
Alle alle - MHNT

Torda-anã ou torda-miúda-do-atlântico (Alle alle) é uma ave marinha da família Alcidae. De plumagem preta e branca, com o bico espesso e curto, é o mais pequeno membro da sua família na Europa.
Nidifica nas regiões árcticas em latitudes muito elevadas (80 graus N) e inverna normalmente no mar acima do Círculo Polar Árctico (por exemplo no Mar de Barents, no estreito da Dinamarca e no Mar da Noruega). Mais para sul é pouco comum, sendo excepcional a sua ocorrência em Portugal.